# Marokko
Marokko (berbiske sprog: Murakuc / Merruk, arabisk: المغرب), er et land i Nordvestafrika. Det grænser op til Middelhavet mod nord, Atlanterhavet mod vest, Vestsahara mod sydvest og Algeriet mod øst. Marokko gør krav på de spanske områder Ceuta, Melilla og Peñon de Vélez de la Gomera og Vestsahara, som Marokko har besat. Hovedstaden er Rabat, mens Casablanca er landets største by. Det har et samlet areal på 439.850 km2 og et indbyggertal på ca. 36 millioner (2020 estimat).
Siden den første marokkanske stat blev grundlagt af Idris 1. af Marokko (en) i 788, har landet været underlagt en lang række dynastier. Monarkiet nåede et højdepunkt under almoraviderne og almohaderne. Mariniderne og saadierne fortsatte kampen mod fremmed indflydelse, og Marokko undgik som det eneste land i Nordvestafrika at blive erobreret af osmannerne. Det nuværende dynasti kom til magten i 1631. I 1912 blev Marokko delt mellem Frankrig og Spanien, men med en international zone i Tanger. Landet generhvervede sin uafhængighed i 1956. Det har siden da formået at sikre en høj grad af stabilitet og velstand sammenlignet med resten af regionen.
Marokko gør krav på det ikke-selvstyrende område Vestsahara, der tidligere var kendt som Spansk Sahara. Efter at Spanien i 1975 afstod området til Marokko og Mauretanien, greb lokale separatiststyrker til våben. Mauretanien opgav sine vestsahariske besiddelser i 1979, mens Marokko fortsatte krigen indtil våbenstilstanden i 1991. Marokko okkuperer i øjeblikket 80 pct. af Vestsahara, og det er således ikke lykkedes at løse konflikten.  
Marokko er et konstitutionelt monarki med et folkevalgt parlament. Landet regnes for en regional- og mellemmagt. Den marokkanske konge har både udøvende og lovgivende magtbeføjelser, især over militæret, udenrigspolitikken og de religiøse forhold. Den udøvende magt ligger hos regeringen, mens den lovgivende magt er delt mellem regeringen og parlamentets to kamre, Repræsentanternes Hus og Den Rådgivende Forsamling. Kongen kan påvirke lovgivningen ved at udstede dekreter, såkaldte dahirs, og han har desuden ret til at opløse parlamentet.
Marokkos officielle religion er islam, og dets officielle sprog er marokkansk og berbisk. Sidstnævnte blev først officielt sprog i 2011, men var det primære sprog i Marokko før den muslimske erobring i 700-tallet. det marokkansk sprog er misvisende blevet kaldt arabisk, hvilket det ikke er. De to sprog kan hellere ikke kommunikere forståeligt imellem sig, dog har de nogle fællesord. samt fransk. Marokkos eklektiske kultur er resultatet af berbiske, arabiske, sefardisk-jødiske, vestafrikanske og europæiske påvirkninger.
Marokko er medlem af Den Arabiske Liga, Middelhavsunionen og AU. Det er Afrikas femte største økonomi.

## Geografi
Landet udgøres af Atlasbjergene, hvori der udspringer adskillige floder. Floderne afvander den store slette mellem bjergene og Atlanterhavet. Landet grænser op til Sahara. Marokko er i udkanten af den afrikanske plade
- Grænsestrækning på land total: 2.017 km
- Landegrænser: Algeriet 1.559 km, Spanien
- Kystlinje: 1.835 km
- Højdeforskelle: Lavest: Sebkha Tah -55 m, Højest: Jebel Toubkal 4,165 m
- Naturressourcer: fosfat (75 % af jordens ressourcer), kul, jernmalm, zink, fisk, salt, frugt & grønt

### Administrativ inddeling
Marokko med det besatte Vestsahara er siden 2015 inddelt i 12 provinser:
| Nr. på kort | Region                     | Hovedby     |
| ----------- | -------------------------- | ----------- |
| 1           | Tanger-Tetouan-Al Hoceima  | Tanger      |
| 2           | Oriental                   | Oujda       |
| 3           | Fès-Meknès                 | Fès         |
| 4           | Rabat-Salé-Kénitra         | Rabat       |
| 5           | Béni Mellal-Khénifra       | Béni Mellal |
| 6           | Casablanca-Settat          | Casablanca  |
| 7           | Marrakesh-Safi             | Marrakech   |
| 8           | Drâa-Tafilalet             | Errachidia  |
| 9           | Souss-Massa                | Agadir      |
| 10          | Guelmim-Oued Noun[A]       | Guelmim     |
| 11          | Laâyoune-Sakia El Hamra[A] | Laayoune    |
| 12          | Dakhla-Oued Ed-Dahab[A]    | Dakhla      |

A.^Ligger helt elle delvist i det omstridte Vestsahara.
Man har problemer med skovene i Atlasbjergene som forsvinder og erstattes af tør busksteppe. Klimaet er ikke ideelt for landbrug alle steder, så kunstvandning udnyttes. Jo længere mod syd, jo mindre nedbør. Af landet er fordeling af jorden således:
- Opdyrket jord: 21%
- Blivende græsgange: 47%
- Skov og skovstrækninger: 20%

## Historie
I oldtiden bestod i det nordlige Marokko et rige, Mauritania (ikke at forveksle med nutidens Mauritanien) der i år 43 e.Kr. kom under Rom. I det 5. århundrede trængte vandalerne ind i Marokko, og efter en kort tid at have stået under østromerne blev landet erobret af araberne. I 789 grundlagde edrisiderne et uafhængigt Marokko. Dette dynasti regerede indtil 986. Fra 986 til 1055 har amazigh-stammerne kaldet Maghrawa regeret indtil Almoravid dynastiet har taget over fra 1055 til 1146. Fra 1146—1269 herskede almohaderne, der afløstes af meriniderne, som atter i det 15. århundrede er blevet kuppet af Wattasiderne. Wattasiderne er med miltærmagt blevet fjernet fra magten af saadierne i 1546. Saadierne er blevet efterfulgt af sherif-dynastiet fra Tafilet i 1666, der udvidede riget over det vestlige Algeriet og en stor del af Sahara. Portugiserne fordreves fra deres afrikanske besiddelser, og sørøveriet blomstrede. I begyndelsen af det 17. århundrede fik Marokko en stor befolkningstilvækst i de fra Spanien fordrevne maurere og jøder. Sherif-dynastiet var dog stadig plaget af tronstridigheder, der udbrød efter næsten enhver sultans død og ofte førte til en midlertidig deling af riget. Under franskmændenes krig med Abd-el-Kader i nuværende Algeriet støttedes denne af Marokko, hvilket havde et bombardement af Tanger og Mogador til følge. Under urolighederne efter sultan Abd-ur-Rahmans død i 1859 foretog rifberberne et mislykket angreb på de spanske kolonier, hvilket havde til følge, at Marokko efter en kort krig blev tvungen til at betale en stor skadeserstatning. Det samme gentog sig 1893, og atter måtte Marokko betale, hvorfor sultan Mulei Hassan foretog et plyndringstogt mod rifberberne. Efter Mulei Hassans død i 1894 kom Abd-ul-Aziz på tronen.
Under Abd-ul-Aziz’ svage regering blev Marokko hjemsøgt af oprør overalt. Sultanens farligste modstander var prætendenten Bu Hamara, kaldet Er-Roghi. I det nordlige gjorde desuden røverhøvdingen Raisuli landet usikkert, og hans overfald på europæere og amerikanere medførte oftere magternes indgriben. I 1905 søgte den marokkanske regering at uskadeliggøre ham ved at gøre ham til guvernør over nogle stammer. Med århundredskiftet voksede i Marokko følelsen af det truende i Frankrigs fremtrængen i oaserne mod vest. Efter, at Ententen mellem Frankrig og England i 1904 havde givet Frankrig frie hænder i Marokko, viste der sig stadig tydeligere tegn på, at Frankrig tilsigtede at bringe Marokko i afhængighed af sig. Frankrig og Spanien sluttede — som de i Marokko nærmest interesserede magter — en overenskomst og søgte at gøre den opfattelse gældende, at de var "Europas mandatarer" over for Marokko. Her stødte de på modstand hos den magt, hvis handel på Marokko navnlig var i vækst, Tyskland. Kejser Vilhelms besøg i Tanger 1905 var beregnet på at styrke sultan Abd-ul-Aziz’ modstand mod Frankrigs vidtgående fordringer. På den konference af magterne i Algeciras, som Tyskland tvang igennem, vedtoges en række bestemmelser, sigtende til at præcisere magternes og Marokkos gensidige rettigheder og forpligtelser, blandt andet ligeberettigelse for alle magters handel på Marokko og Marokkos pligt til at skaffe et virksomt politiværn. I øvrigt anerkendtes det her, at Frankrig og Spanien havde særlige interesser i landet. Muley Hafid, sultan Abd-ul-Azizs broder, gjorde oprør mod denne, der havde vist sig svag over for de fremmede og desuden havde forarget de rettroende ved den interesse, han viste over for biler, fotografiapparater og andre af den europæiske tekniks vidundere. Et overfald på nogle franskmænd og spaniere i Casablanca den 31. juli 1907 førte til et bombardement ved franske og spanske krigsskibe og landsættelse af fransk-spanske tropper. Spanierne trak sig atter ud af det, mens franskmændene besatte Casablanca og omegnen og bekæmpede de omboende stammer. Frankrig søgte nu at støtte Abd-ul-Aziz over for Muley Hafid, hvis magt stadig voksede. Samtidig skød franskmændene sig fra Algeriet frem i Sydmarokko, hvor de besatte oasen Tafilelt. I September 1908 var Muley Hafid endelig herre over det meste af landet og hyldet i hovedstaden Fez efter, at Abd-ul-Aziz var flygtet og havde stillet sig under de franske troppers beskyttelse. Hans stilling var så håbløs, at franskmændene måtte opgive hans sag, og da Tyskland havde foreslået magterne at anerkende Muley Hafid, gik Frankrig endelig ind på et forlig med denne, hvorved han anerkendtes som sultan mod at overtage sin forgængers forpligtelser, anerkende Algeciras-akterne og forpligte sig til at betale Frankrig omkostningerne ved Casablanca-ekspeditionen.
På samme tid, i september 1908, kom det i Casablanca til et sammenstød mellem de franske militærautoriteter og det tyske konsulats personale i anledning af anholdelsen af nogle tyske desertører fra Fremmedlegionen. Underhandlingerne mellem Frankrig og Tyskland trak ud, en overgang, i november, tilspidsedes konflikten så stærkt, at det så ud til krig, men der efter enedes man om at henvise det i og for sig ubetydelige spørgsmål til voldgift. I juli 1909 blev nogle spanske arbejdere dræbte ved Melilla. Spanien, der havde forberedt sig til ved første givne lejlighed at indlede en aktion i disse egne, begyndte nu et felttog mod bjergstammerne ved Marokkos nordkyst, de såkaldte Rif-kabylere; men de dårligt indøvede spanske soldater fik hårde kampe at bestå med Rifkabylerne i det vanskelige terræn og led gentagne gange betydelige tab. Sommeren 1909 blev Bu Hamara fanget og uskadeliggjort.
Imidlertid nærmede den franske Marokkopolitik sig sit mål. Muley Hafid sluttede overenskomst med Frankrig og bragte derved i virkeligheden Marokko i et fransk protektorats stilling. Et påfølgende oprør af Muley Hafids broder, Muley Es-Sin, blev kvalt ved fransk hjælp 1911. Under disse forhold var det, at den tyske regering demonstrerede ved at sende kanonbåden "Panther" til Agadir, et skridt, der var nær ved at fremkalde krig, idet England afgjort tog parti for Frankrig. Dog ordnedes mellemværendet ved forhandlinger mellem den franske konseilspræsident Caillaux og den tyske regering, og den 4. november 1911 sluttedes en fransk-tysk overenskomst. Tyskland anerkendte Frankrigs ledende stilling i Marokko imod kompensationer Fransk-Kongo. I marts 1912 blev det franske protektorat en kendsgerning ved en mellem Muley Hafid og Frankrig sluttet overenskomst. Spanien fik protektoratet over en sammenhængende strækning, der omfattede det meste af Marokkos Middelhavskyst. Muley Hafid abdicerede efter en almindelig opstand i april 1912 og efterfulgtes af broderen Muley Jusuf. Den udmærkede administrator general Lyautey blev fransk generalresident i Marokko, og under hans styre pacificeredes landet lidt efter lidt, så at den største del af de franske besættelsestropper i Marokko under 1. Verdenskrig kunne overføres til de europæiske krigsskuepladser. Større vanskeligheder havde spanierne at kæmpe med i kystlandet, og i 1921 indledte de indfødte imod spanierne en hård kamp, som bragte spanierne store tab og kostede meget betydelige ofre.

## Økonomi
Overrisling af jord danner grundlag for landbrugsvarer som eksport. Grønsager og citrusfrugter går som eksport. Til egen brug produceres majs, hvede og byg som regel i små landbrug. I bjergene holdes kvæg. Overbefolkning har fået befolkningen til at dyrke intenst, hvilket skader naturen. Overdrevet kvæghold har skabt tørre områder.Primære erhverv har i 2010 beskæftiget 40% af befolkningen men beskæftiger nu kun 29,6% i 2023. Fiskeri er i en vis udstrækning omkring kysterne. Fiskeri uden for Vestsahara foregår også i vid udstrækning, hvilket er ulovligt ifølge international lov.
Landet er verdens største eksportør af fosfat og landet er med besættelsen af Vestsahara de facto i besiddelse af det meste af verdenens fosfat. Man har kun beskedne mængder olie, og man må importere 80% af olien fra udlandet.
I august 2002 offentliggjorde kongen fundet af store gas- og olieforekomster ved landets østlige grænse. Nogle uafhængige medier vurderede, at der kunne være tale om op mod 20 milliarder tønder olie.
De største økonomiske problemer i Marokko angår arbejdsløsheden. I år 2008 anslås den til at være 7,8 %. Især landets ungdom står uden arbejde, hvilket har medført illegale udvandringer især til Frankrig og Spanien. Disse sender penge hjem til Marokko.

## Demografi
Folket: Arabere (65%), berbere (33%) og andre (2%).
Religion: Den overvejende del af befolkningen er muslimsk (99%), de fleste sunni-muslimer. Endvidere kristne (1%), jøder ca. 6000 (CIA World Factbook).
Sprog: Arabisk (officielt sprog) og Tamazight
Politiske partier: Uafhængighedspartiet (Istiqlal) grundlagt i 1943, Den forfatningsmæssige Union (UC) oprettet i 1983, De folkelige kræfters socialistiske Union (USFP), Den nationale union af Uafhængige (RNI), Den folkelige berberiske Bevægelse, De folkelige kræfters nationale Union (UNFP), Partiet for fremskridt og Socialisme.
Sociale organisationer: Den nationale sammenslutning af marokkanske Arbejdere (UGTM), Den marokkanske Arbejderunion, Den demokratiske Arbejderkonføderation.

## Militær
Væbnede styrker: 194.000 soldater (1996)
Paramilitære styrker: 40.000 kongelige gendarmer, 10.000 hjælpestyrker

## Turisme
Marokko har stigende indtægter fra turisme.[kilde mangler] Den lange kystlinie tiltrækker badeturister, ligesom Marokkos kultur og internationale køkken tiltrækker såvel vestlige som østlige turister.

## Marokko i kunsten
Den berømte film Casablanca fra 1942 foregår i Casablanca i det daværende fransk-nazistiske Marokko.